# Arche (Wolfsburg)

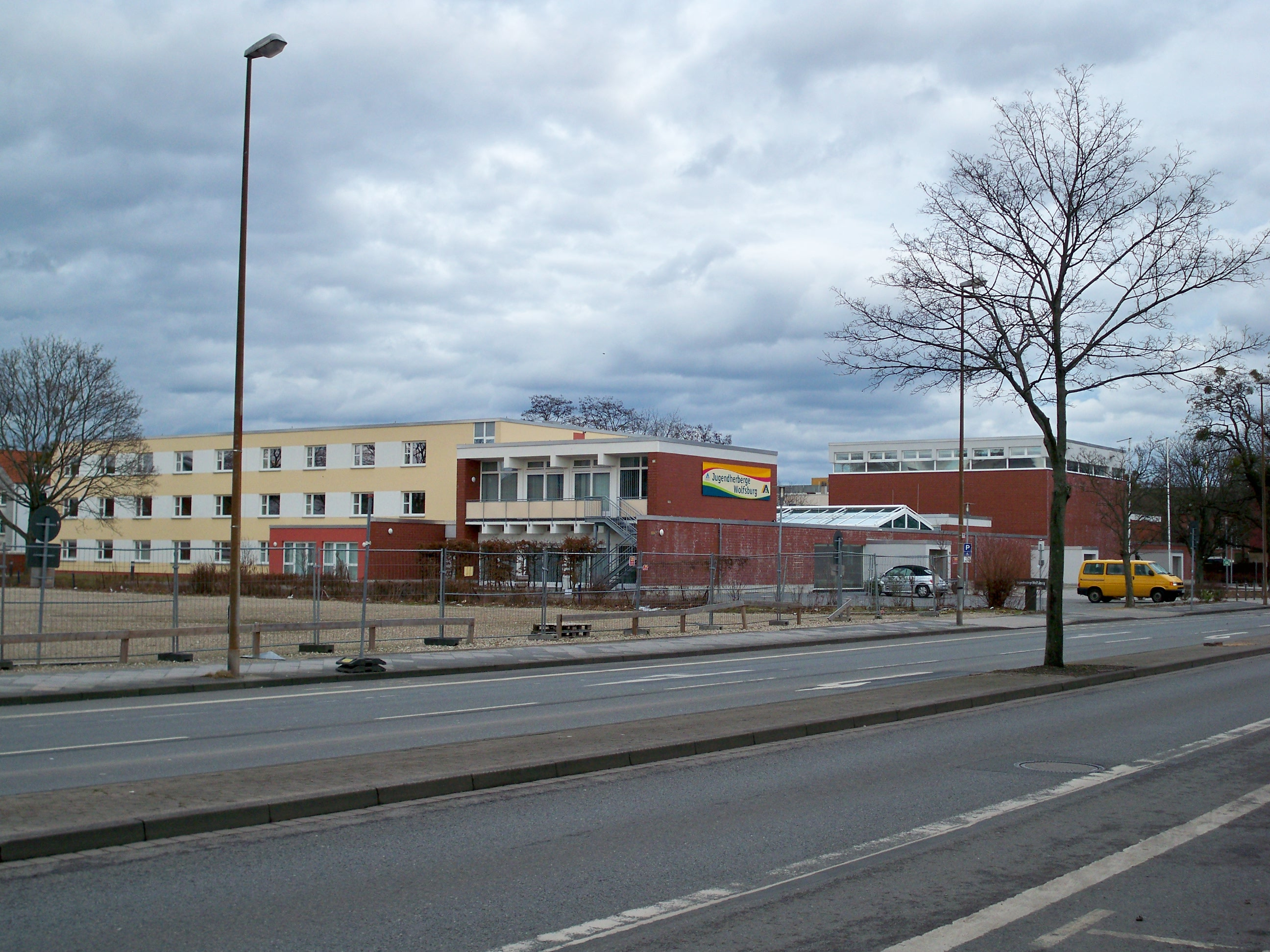
Die Jugendherberge mit dem Bettenhaus (links) und dem ehemaligen Gottesdienstraum (rechts)

Die Arche war eine 1960 gegründete evangelisch-lutherische Einrichtung der Industriediakonie in Wolfsburg-Stadtmitte in Niedersachsen, benannt nach der Arche Noah. 1972 wurde der heute noch bestehende Bau eingeweiht. Seit 2011 befindet sich dort die Wolfsburger Jugendherberge. 

## Geschichte

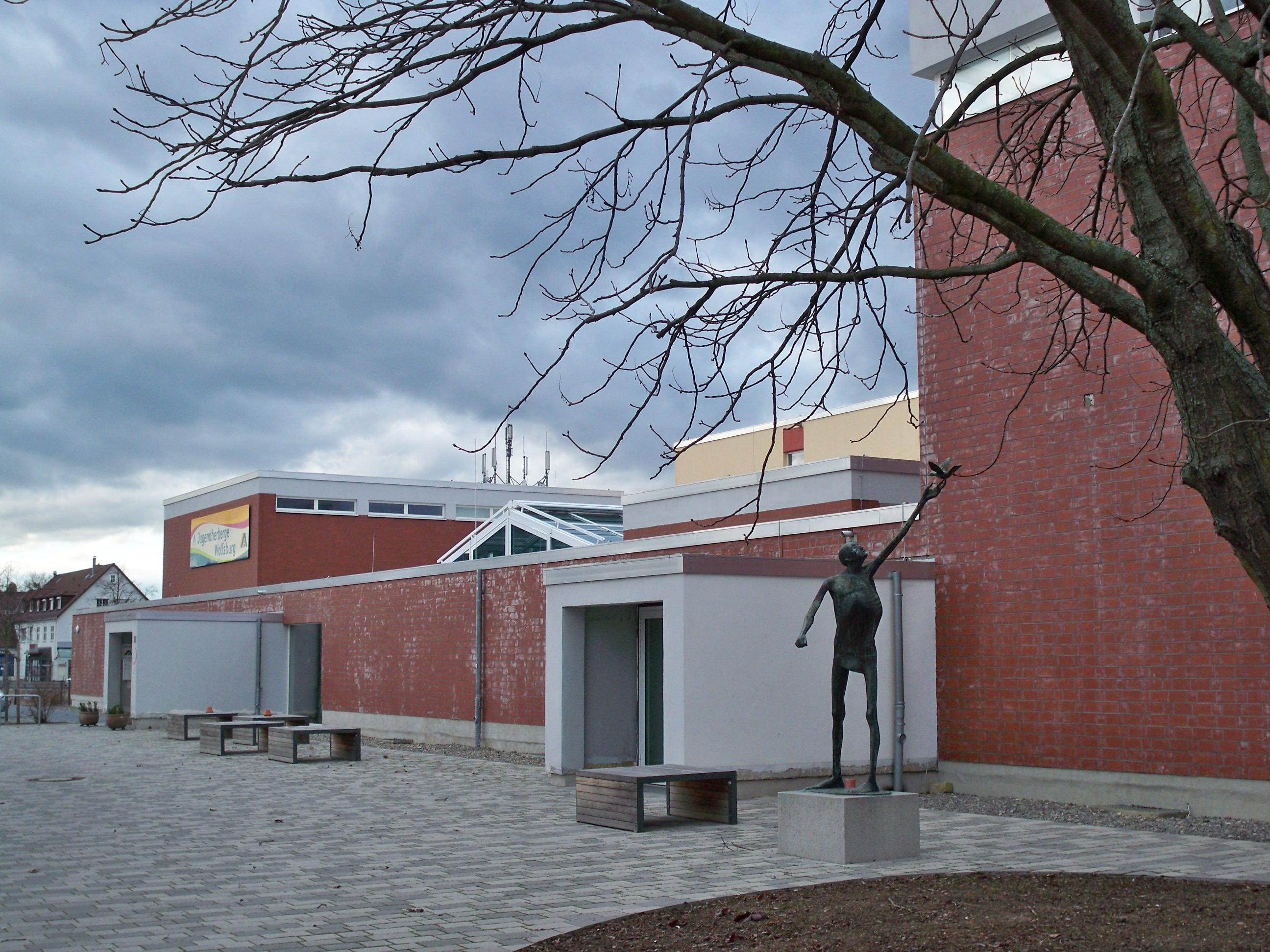
Blick von Südosten

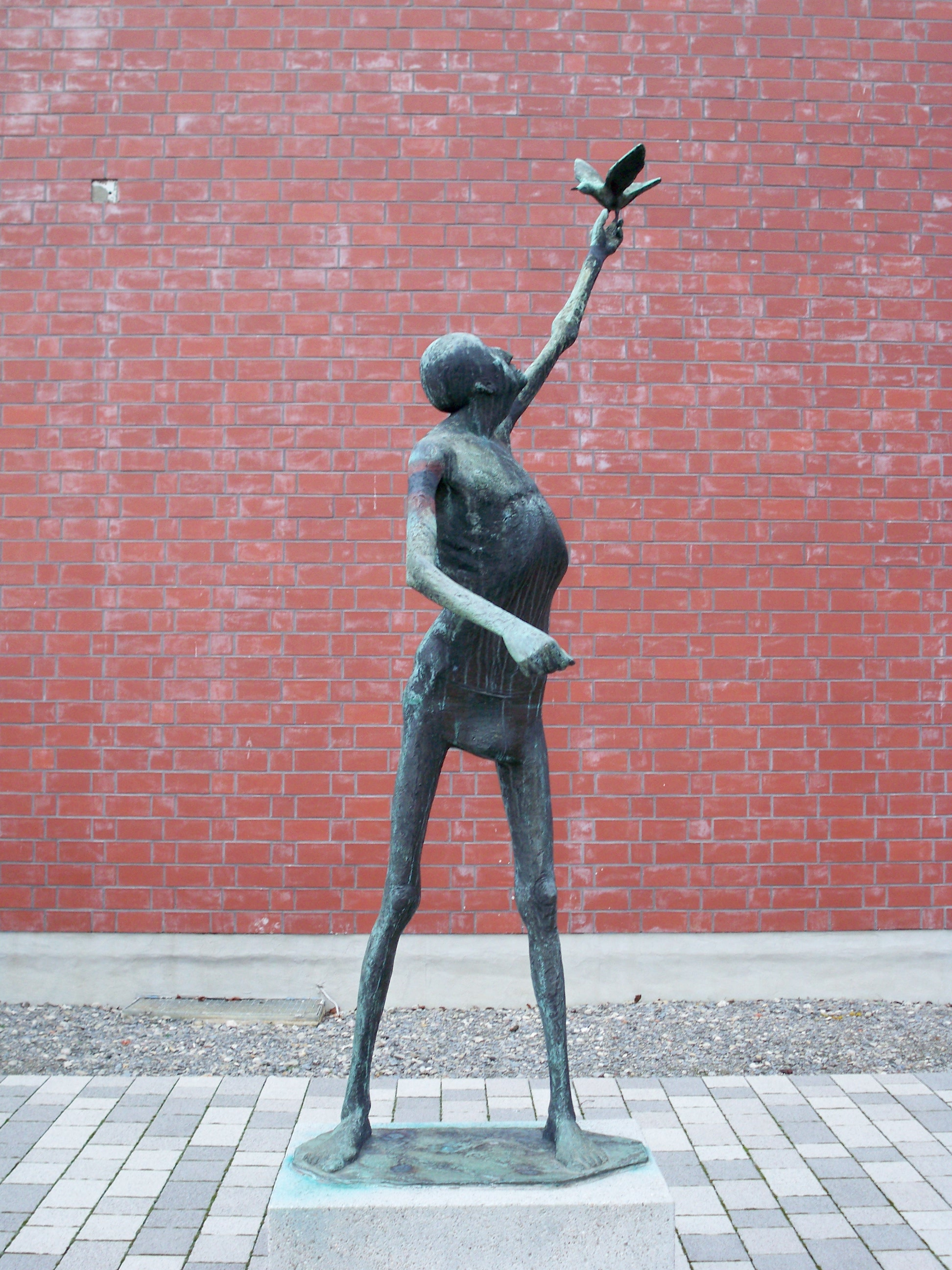
Die Noah-Statue mit der Taube, 2013

In den 1950er Jahren gab es erste Bestrebungen, im Zusammenhang mit dem Volkswagenwerk Wolfsburg ein Industriepfarramt einzurichten und eine Industriekirche zu bauen. Der damalige Bischof der Evangelisch-lutherischen Landeskirche Hannover, Hanns Lilje, gehörte zu den Initiatoren. Bereits ab November 1960 gab es in einer Baracke in der Kleiststraße eine industriediakonische Einrichtung mit dem Namen „Die Arche“. Zur Zielgruppe gehörten neben den Industriearbeitern soziale Randgruppen. Die Einrichtung stand in der Tradition französischer Arbeiterpriester. 1963 wurde die Arche unter Pastor Rudolf Dohrmann von der Polizei durchsucht, da man bei ihm Druckschriften aus der DDR vermutete. 1970 wurde die Baracke von Rechtsextremen in Brand gesetzt und musste abgerissen werden. Der Neubau erfolgte nach einem Entwurf des West-Berliner Architekten Peter Lehrecke von 1968 bis 1972 in der Kleiststraße 18–20 im Westen der Stadtmitte. Er diente auch der damaligen Martin-Luther-Gemeinde als Kirche. Ein angegliedertes Wohnhaus war Sitz des Superintendenten, weitere Wohnungen wurden vom Küster und einem Berufsschullehrer bewohnt.
2006 ging die Martin-Luther-Gemeinde in der neugegründeten Stadtkirchengemeinde auf. Ende Januar 2008 wurde die Arche aus Kostengründen geschlossen. Ein Gesuch an die damalige Landesbischöfin Margot Käßmann, die Schließung abzuwenden, blieb erfolglos. Die Profanierung fand im Rahmen eines Gottesdienstes am 6. Januar 2008 statt. Altar und Lesepult der Arche wurden später in der Christuskirche aufgestellt. Nach längerem Leerstand wurden die Wohnungen durch ein Bettenhaus ersetzt. 2011 eröffnete man die Jugendherberge des Deutschen Jugendherbergswerkes. Es ersetzt seitdem das frühere, kleinere Jugendgästehaus in der Lessingstraße, das anschließend abgerissen wurde.

## Architektur, Ausstattung und Nutzung
Der denkmalgeschützte Bau besteht aus quaderförmigen Elementen mit einem langgestreckten Hauptbau. Überwiegend wurde Backstein verwendet, der auch im quadratischen Zentralraum neben Oberlichtbändern als gestalterisches Element dominiert. Die fünf Eingänge sollen Offenheit symbolisieren. Vor dem Gottesdienstraum steht eine Bronzestatue, die Noah darstellt. Sie wurde 1960 von Waldemar Otto gefertigt. Die zugehörige Taube wurde 2015 gestohlen und nicht ersetzt. Der Zentralraum mit seinem beweglichen Mobiliar wurde für Gottesdienste, Auftritte, Podiumsdiskussionen und andere Zwecke genutzt. Nach der Profanierung wurde er zum zweigeschossigen Speisesaal umgebaut. Um einen Lichthof herum liegen die ehemaligen Seminarräume.